# Eugein Ier de Strathclyde
Eugein Ier de Strathclyde roi de Bretons de Stathclyde au milieu du VIIe siècle.

## Origine
Dans la généalogie des rois de Strathclyde ou d’Ath Clut du manuscrit Harleian MS 3859, Eugein est désigné comme le fils de Beli et le père d’Elfin.Eugein est considéré comme un frère ou mieux demi-frère plus âgé du puissant roi des Pictes Bridei mac Bili.

## Règne
Selon les Annales irlandaises, en décembre 642, le roi Domnall Brecc de Dalriada est défait et tué à la bataille de Strathcarron (West Lothian) par " Hoan" (i.e Owen ou Eugein) le roi des Bretons de Strathclyde.
Dans un poème brittonique un barde célèbre la victoire du « petit-fils de Nwython » et le sort de « la tête de Dyfnwal Frych (Domnall Brecc) rongée par les corbeaux » La date de la mort d’Eugein n’est pas connue il dut disparaitre vers 645/650 peu de temps après sa victoire.

## Postérité
Le successeur d'Eugein semble avoir été un certain Guret de Strathclyde mort en 658 selon le Annales d'Ulster dont le nom n'est pas mentionné dans la généalogie des rois de Strathclyde ou d’Ath Clut du manuscrit Harleian MS 3859
Eugein/Hoan est le père de:
- Domnall mac Hoan, roi d’Ail Cluaithe dont la mort est relevée par les Annales d'Ulster [5]

et selon la généalogie précitée d'un autre fils
- Elfin lui-même père de Beli mac Elfin[6]